# Le Mans 24 (videojuego)
Le Mans 24 es un juego de arcade de Sega producido en 1997 y está basado en la placa del sistema de arcade Sega Model 3 Step 1.5 . El juego está basado en la carrera del mismo nombre con algunos de sus autos de la carrera de 1996, incluidos los que aparecieron en Scud Race. Fue autorizado por sus organizadores, el Automobile Club de l'Ouest. Solo los autos GT1 y del Grupo C aparecen en el juego con el JWA Gulf Porsche 917 (un Grupo 5 corredor, bajo la enmienda de la regla anterior a 1972) que aparece como un auto adicional que es un oponente al final de la carrera y se puede jugar con un código de trucos. Sonic hace un cameo como un corredor secreto, desbloqueado ingresando un código de trucos.

## Lista de vehículos
Estos son los autos que aparecieron en el juego (enumerados en orden de año, equipo, auto)
- 1971 JWA Gulf Porsche 917 (vehículo extra)
- 1989 Sauber-Mercedes C9
- 1991 Mazdaspeed Mazda 787B
- 1996 McLaren F1 GTR (regresando de Scud Race)
- 1996 NISMO Skyline GT-R GT1 (R33)
- 1996 Porsche 911 GT1
- 1996 Ferrari F40 GTE (regresando de Scud Race)

## Recepción
En Japón, Game Machine incluyó a Le Mans 24 en su edición del 1 de diciembre de 1997 como el tercer juego de arcade dedicado de mayor éxito del mes.